# 陳震儀
陳震儀 （1908年—2001年12月22日），廣東佛山人﹐少年時至上海讀書，因而進入上海精武體育會，後來拜七星螳螂拳名家羅光玉為師。1920年代後期，他以年僅十七歲參加了滬浙地區國術檑台並得到了第一。當時他的師兄馬成鑫在同一時期參加了南京中央國術館舉辦第一屆國術考試，而且榮獲優等獎。由於二人取得佳績，故在武林中有「南陳北馬」之美譽。
1930年代中後期，陳震儀被上海中央精武體育會派佛山分會及廣州分會任教，後來亦曾任職廣東省警察局保安總隊武術教官﹐廣東省曲江縣廣東警察教練所武術教官及廣州嶺南大刀隊教練。
第二次国共内战後﹐先移居香港並任教於香港精武體育會﹐其間認識了不少武林人士並經常互相研究學習﹐其中著名者有梁子鵬師傅等名師。 後來陳震儀及其家人移居澳門  並於1956年始在澳門授拳﹐其後更在澳門綠村電台主持節目武林叢談。
1960年代，陳震儀及其家人回到了香港居住﹐其間一直在港澳兩地授拳。1968年﹐馬來西亞吉隆舉辦了東南亞華人武術表演大會﹐陳震儀被邀請出席及擔任評判一職。
1970年代，陳震儀成立了中國武術同學研究會﹐後期在九龍土瓜灣教授。
2001年12月22日﹐陳震儀因肺炎病逝於九龍明愛醫院。陳震儀一生挑李滿門，其中能繼承衣缽傳承武藝者主要有沈少保、魏鴻賓、葉偉成、李劍雄、甄達明、陸慧心、張勇傑等。